# Samolotowe Nawigacyjne Mistrzostwa Polski 2011
54. Samolotowe Nawigacyjne Mistrzostwa Polski 2011 odbyły się w Nowym Targu w dniach 21 września - 24 września 2011 roku.
Zwyciężył obrońca mistrzowskiego tytułu sprzed roku, pilot Aeroklubu Krakowskiego Michał Wieczorek, srebrny medal wywalczył Janusz Darocha, a brązowy Zbigniew Chrząszcz.
Mistrzem Polski juniorów został Marcin Chrząszcz z Aeroklubu Wrocławskiego.

## Wyniki[3]
| Miejsce | Zawodnik           | Aeroklub             | Wynik (pkt) |
| ------- | ------------------ | -------------------- | ----------- |
|         | Michał Wieczorek   | Aeroklub Kraków      | 424         |
|         | Janusz Darocha     | Aeroklub Częstochowa | 434         |
|         | Zbigniew Chrząszcz | Aeroklub Wrocław     | 565         |
| 4.      | Bolesław Radomski  | Aeroklub Toruń       | 600         |
| 5.      | Marcin Chrząszcz   | Aeroklub Wrocław     | 655         |
| 6.      | Jerzy Markiewicz   | Aeroklub Kraków      | 715         |